# João de Araújo Correia
João de Araújo Correia (Canelas, Peso da Régua, 1 de Janeiro de 1899 - Peso da Régua, 31 de Dezembro de 1985) foi um escritor português. Existe uma escola secundária com o seu nome em Peso da Régua.

## Biografia
João Maria de Araújo Correia nasceu a 1 de Janeiro de 1899 na Casa da Fonte, freguesia de Canelas do Douro, município de Peso da Régua, no seio de uma família modesta.
Era filho de António da Silva Correia, solicitador, e da sua segunda mulher, Maria Emília de Araújo, e irmão de Amélia e Maria Ana.
Com cerca de três anos de idade foi viver para a Régua com a família; contudo, em 1913 regressou a Canelas após a morte da tia Maria Soledade.
Adquiriu com o pai o gosto pelas obras de Camilo, autor de "Mistérios de Fafe", o primeiro livro que leu por volta dos oito anos.
Em 1910 terminou o ensino primário na vila de Peso da Régua, tendo sido aprovado no exame final realizado na Escola Normal de Vila Real.
Em 1912, na quinta classe, fez exames às disciplinas de Inglês e Francês no Liceu de Vila Real.
Em 1915 concluiu o curso dos liceus na Escola Académica do Porto. Com 16 anos matriculou-se na Faculdade de Medicina da Universidade do Porto, assim fazendo a vontade ao pai, que sempre lhe manifestara este desejo.
Durante o terceiro ano da licenciatura foi obrigado a interromper os estudos por motivo de doença. Nesse interregno, que durou seis anos, foi publicando versos e crónicas nos jornais da Régua.
Casou a 8 de Outubro de 1922 com Maria da Luz de Matos Silva, natural da povoação próxima chamada Poiares da Régua, com quem teve seis filhos (Maria da Soledade, Camilo, Rosa, Maria Emília, João Maria e Maria Virgínia).
Retomou, depois, os estudos, suportados financeiramente por aulas particulares que dava a alunos do ensino secundário. Na faculdade foi discípulo do Químico Ferreira da Silva, do Histologista Abel Salazar e do Psiquiatra Magalhães Lemos.
Concluiu o curso de Clínico Geral em 1927 e, no ano seguinte, abriu um consultório na Régua, onde trabalhou toda a vida como "o bom João Semana", como ele próprio dizia. De qualquer forma, a sua actividade profissional não o impediu de se dedicar igualmente à escrita. Pelo contrário, forneceu-lhe muitos dos temas que lhe eram caros: o retrato das gentes durienses e da ambiência da pequena burguesia provinciana.
Nos anos trinta passou a assinar as crónicas no jornal "O Mundo de Lisboa" (1932), acolheu os pais e duas irmãs solteiras após a perda do seu casal agrícola (1933) e, com dois amigos, fundou a empresa "Imprensa do Douro", na Régua (1935). Publicou a sua primeira obra de reflexão literária ("Linguagem Médica Popular Usada no Alto Douro", 1936) e o seu primeiro livro intitulado "Sem Método – notas sertanejas" (1938).
Entre 1938 e 1980 foi autor de mais de 40 títulos, para além de artigos e conferências publicados em jornais (locais, regionais e nacionais), tais como O Primeiro de Janeiro, O Comércio do Porto, ou o Jornal de Notícias.
Em 1969 recebeu o Prémio Nacional de Novelística e em 1984 viu o seu conto "Miguel" servir de inspiração ao filme "Azul, azul", de Sá Caetano, exibido no Festival de Cinema da Figueira da Foz.
As circunstâncias da vida não lhe permitiram ser um eterno viajante mas, no entanto, conheceu profundamente Portugal e visitou Espanha e parte da França.
Morreu a 31 de Dezembro de 1985 na sua casa de Peso da Régua. Foi sepultado no dia seguinte em Canelas do Douro, dia em que completaria 87 anos de idade.
Este prosador e contista, que alguns consideram o maior da literatura portuguesa, deixou-nos uma vasta e variada obra literária, dividida entre o conto, a crónica, a novela, o estudo da língua portuguesa, as notas camilianas, a epistolografia (trocou cartas com Egas Moniz, Irene Lisboa, Ricardo Jorge, Júlio Brandão, Júlio Dantas, Aquilino Ribeiro, Norton de Matos, Gago Coutinho, Pina de Morais, Leite de Vasconcelos, Abade de Baçal, António Sérgio, D. João de Castro, Abel Salazar, Carlos de Passos, entre outros) e a colaboração com a imprensa.
A sua obra, influenciada, entre outros escritores, por Camilo Castelo Branco, Júlio Dinis e Trindade Coelho, malgrado ser ainda desconhecida do grande público, foi apreciada e estudada por autores como Amorim de Carvalho, Cruz Malpique, Guedes de Amorim, João Pedro de Andrade, João Bigotte Chorão e Mário Dias Ramos.
Quem com ele privou afirma que foi um homem culto e educado, apaixonado pelas árvores e votado à família, que apoiou e socorreu nos momentos difíceis.

## Vida literária
Publicou crónicas, contos e romances. Soube retratar como ninguém a região do Alto Douro, criando personagens típicos.
Considerado um dos mais exímios contistas contemporâneos - e, por isso, presença imprescindível nas antologias do conto contemporâneo -, a ficção de Aráujo Correia nutre-se de um realismo sem intuito pedagógico imediato ou intenção crítica, retratando, numa viva economia narrativa, uma galeria de personagens rústicas que surgem diante do leitor toscas, maníacas, egoístas, animadas pela manha, pela vaidade, pelo orgulho, pela ignorância. Sofreu influências de Júlio Dinis, Camilo Castelo Branco e Trindade Coelho. A sua obra, pertencente ao Realismo, soube aliar a prosa elegante ao regionalismo do século XIX, mormente o relacionado com a sua terra natal, Peso da Régua. 
Além de ficcionista, desenvolveu, nas páginas de publicações como Colóquio/Letras, O Comércio do Porto, Diário Ilustrado, Diário Popular, Jornal de Notícias, Nova Renascença, A Pátria, Portucale, Prometeu, entre outras, uma carreira como cronista, refletindo assiduamente, com humor e num estilo que integra a melhor prosa vernácula, sobre questões ligadas à cultura e língua portuguesas.
Destacam-se na sua vasta produção de contos, novelas, crónicas, ensaios e discursos: Contos Bárbaros, Contos Durienses, Folhas de Xisto (contos), Os melhores Contos de João de A. Correia, Outro Mundo, O Elemento Água na Sabedoria Popular, Enfermaria do Idioma, Uma Sombra Picada das Bexigas (notas camilianas) e Camilo à Beira do Lima (conferência).

## Obras principais
- Linguagem Médica Popular usada no Alto Douro (1936)
- Sem Método (1938)
- Contos Bárbaros (1939)
- Contos Durienses (1941)
- Terra Ingrata (1946)
- Três Meses de Inferno (1947)
- Cinza do Lar (1951)
- Cartas da Montanha (1955)
- Folhas de Xisto (1959)
- Manta de Farrapos (1962)
- Montes Pintados (1964)
- Horas Mortas (1968)
- Ecos do País (1969)
- Enfermaria do Idioma (1971)
- Palavras Fora da Boca (1972)
- Uma Sombra Picada das Bexigas (1973)
- Tempo Revolvido (1974)
- Pó Levantado (1974)
- Linguagem da Minha Terra (postumamente 1986)